# Blinded by the Light - Travolto dalla musica
Blinded by the Light - Travolto dalla musica (Blinded by the Light) è un film del 2019 diretto da Gurinder Chadha.
La pellicola, adattamento cinematografico delle memorie Greetings from Bury Park di Sarfraz Manzoor, è basata sulla vita del giornalista del The Guardian Manzoor e la sua ossessione adolescenziale per Bruce Springsteen.

## Trama
Javed Khan è nato e cresciuto a Luton, in Inghilterra, da genitori pakistani, Malik e Noor, con le sorelle Yasmeen e Shazia. Nel 1987 ha 16 anni e una passione per la scrittura che sfoga scrivendo poesie e testi per la band del suo migliore amico Matt, sebbene questo lo critichi per le tematiche troppo pesanti.
Nella nuova scuola fatica a socializzare finché non incontra Roops, un ragazzo sikh grazie al quale scopre la musica del "Boss", Bruce Springsteen, al quale si appassiona da subito. L'insegnante di lettere, la signora Clay, nota Javed e lo sprona a tirare fuori il suo talento per la scrittura. Il ragazzo si innamora di Eliza, una ragazza impegnata politicamente ma continua a soffrire nel dover assistere e nel subire direttamente atti di razzismo.
Quando la Vauxhall Motors licenzia il padre Malik dopo 16 anni di servizio, per la famiglia Khan diventa dura tirare avanti. Frustrato dall'incapacità del padre di capirlo, Javed getta dalla finestra le sue poesie nella notte della Grande Tempesta del 1987. Poi ascoltando Springsteen, riacquista fiducia e corre a recuperare tutti i fogli che può. Presenta quindi le sue poesie alla signora Clay mentre un vicino, Evans, raccolta una poesia tra quelle perse la notte prima in cui Javed denuncia il Fronte Nazionale, da veterano della seconda guerra mondiale, definisce brillante la sua poesia contro queste nuove forme di nazismo, mentre i suoi genitori restano un po' perplessi.
Dopo lunga insistenza il giornale scolastico accetta di pubblicare un suo pezzo su Springsteen. Il padre, intanto, si reca inutilmente tutti i giorni all'ufficio di collocamento, così Javed, per dare una mano in famiglia inizia ad aiutare il padre di Matt, anche lui un fan del cantante americano. 
Javed invita fuori Eliza, e scioglie la tensione con le canzoni di Springsteen. I due si baciano e Javed la conquista definitivamente dedicandole una poesia. Intanto l'insegnante lo sprona a partecipare ad uno stage  presso il quotidiano locale, benché non retribuito.
Invitato a dare una mano per un reportage sulla comunità pakistana di Luton, Javed firma il suo primo articolo sul quotidiano, venendo anche pagato. Il giorno del matrimonio di sua sorella Yasmeen, Javed va ad acquistare i biglietti per un concerto di Springsteen a Londra, mentre la famiglia si imbatte nella manifestazione del Fronte Nazionale. Il padre Malik viene malmenato ma poi i violenti vengono allontanati. Alla sera, Javed che non era presente agli scontri, ha un nuovo battibecco col padre al quale svela le sue intenzioni. Rimproverando al figlio di avergli nascosto quel guadagno e di essersi dimostrato egoista, Malik strappa i biglietti del concerto. Per Javed è la rottura definitiva.
A scuola, Eliza rimprovera Javed per aver abbandonato la sua famiglia e averli usati come scusa per smettere di vederla. In classe, la signora Clay informa Javed di aver inviato il suo saggio ad un concorso nel quale è risultato tra i vincitori. Il premio consiste nel partecipare ad una conferenza al Monmouth College nel New Jersey, proprio vicino a dove è cresciuto il suo Bruce. 
Javed inizialmente rifiuta, sapendo che suo padre glielo impedirà, ma poi cambia idea e in compagnia di Roops va negli Stati Uniti, visitando tutti i luoghi culto del suo idolo indiscusso. 
A casa, la madre Noor dice al marito di fare pace col figlio ricordandogli che anche lui ha lasciato la sua famiglia e il suo paese in giovane età per recarsi in Inghilterra. Quindi Eliza va a trovare la famiglia di Javed, che ora vive da Roops, per convincere loro ad andare a vedere il figlio che a scuola leggerà davanti a tutti il saggio per il quale è stato premiato.
Nel leggere il suo saggio, Javed capisce come sia già superato, e comincia a parlare a braccio citando Blinded by the Light per spiegare che, dopo tutto, ha capito che non è disposto ad abbandonare i suoi affetti e la sua famiglia per coronare i suoi sogni. Le parole toccanti commuovono tutti. Javed fa pace con Eliza grazie alla quale i suoi familiari hanno ascoltato tutto. Il padre si riappacifica con lui, mostrando ammirazione anche per  Springsteen. 
Cosi alla fine Javed parte in auto per l'università di Manchester accompagnato dal padre, il quale, mentre stanno salutando madre e sorella, cambia cassetta nell'autoradio avviandosi felicemente verso la nuova esperienza del figlio sulle note di Born to Run.

## Produzione
Il budget del film è stato di 15 milioni di dollari.

## Colonna sonora
La musica ha un ruolo centrale nella pellicola. In tutta la parte iniziale sono proposti in rassegna i pezzi pop più in voga in quella stagione, poi dal momento in cui il protagonista scopre Springsteen vengono proposti un gran numero di pezzi del grande cantante americano. Si tratta di 12 brani per i quali l'artista dette la sua autorizzazione. Fra questi vi sono registrazioni poco note come per il live di The River e I'll Stand by You Always, che il cantautore aveva composto nel 2001 per il film Harry Potter e la pietra filosofale, non utilizzata su richiesta di J. K. Rowling.
A parte i pezzi suddetti, vi è comunque una  colonna sonora di A. R. Rahman cui si deve anche il brano inedito For You My Love.

## Promozione
Il primo trailer del film viene diffuso il 2 maggio 2019.

## Distribuzione
La pellicola è stata presentata al Sundance Film Festival 2019 il 27 gennaio e distribuita nelle sale cinematografiche britanniche a partire dal 16 agosto 2019, mentre in quelle italiane dal 29 agosto.

## Accoglienza

### Critica
Sull'aggregatore Rotten Tomatoes il film riceve il 90% delle recensioni professionali positive con un voto medio di 7,4 su 10 basato su 201 critiche, mentre su Metacritic ottiene un punteggio di 71 su 100 basato su 44 critiche.

## Riconoscimenti
- 2019 - Giffoni Film Festival[10]
  - Miglior film Generator +13
- 2019 - Heartland Film
  - Miglior film
- 2019 - Seattle International Film Festival
  - Candidatura per il miglior film
  - Candidatura per il miglior attore a Viveik Kalra
- 2019 - Traverse City Film Festival
  - Miglior regista a Gurinder Chadha